# George Nash
George Christopher Nash (ur. 2 października 1989 w Guildford) – brytyjski wioślarz, brązowy medalista olimpijski, dwukrotny mistrz świata.
Ukończył studia inżynierskie w St Catharine’s College na Uniwersytecie Cambridge. Był członkiem uniwersyteckiej drużyny wioślarskiej .
Brązowy medalista w dwójce bez sternika (partnerował mu William Satch) podczas igrzysk olimpijskich w 2012 roku w Londynie.

## Osiągnięcia
| Rok  | Impreza                 | Miejsce   | Konkurencja          | Lokata     |
| ---- | ----------------------- | --------- | -------------------- | ---------- |
| 2011 | Mistrzostwa świata U-23 | Amsterdam | dwójka bez sternika  | 1. miejsce |
| 2012 | Igrzyska olimpijskie    | Londyn    | dwójka bez sternika  | 3. miejsce |
| 2013 | Mistrzostwa świata      | Chungju   | ósemka               | 1. miejsce |
| 2014 | Mistrzostwa Europy      | Belgrad   | czwórka bez sternika | 1. miejsce |
| 2014 | Mistrzostwa świata      | Amsterdam | czwórka bez sternika | 1. miejsce |